# Союз-18
Союз-18 — космічний корабель (КК) серії «Союз». Другий політ на орбітальну станцію (ОС) Салют-4. Перевірка впливу тривалого перебування в космосі на організм людини, різні медико-біологічні експерименти (зокрема інтенсивні фізичні тренування) та вирощування рослин на орбіті. Також спостереження Сонця і фотографії поверхні Землі.

## Екіпаж
- Основний

Командир Климук Петро Ілліч
Бортінженер Севастьянов Віталій Іванович
- Дублерний

Командир Ковальонок Володимир Васильович
Бортінженер Пономарьов Юрій Анатолійович

## Політ
24 травня 1975 року о 14:58:10 UTC з космодрому Байконур запущено КК Союз-18 з екіпажем Климук/Севастьянов.
25 травня о 21:30 UTC КК Союз-18 зістикувався з ОС Салют-4.
15 липня о 12:20:00 UTC з космодрому Байконур запущено КК Союз-19 з екіпажем Леонов/Кубасов.
15 липня о 19:50:01 UTC з космодрому на мисі Канаверал запущено КК Аполлон-18 з екіпажем Стаффорд/Бренд/Слейтон.
17 липня о 16:09:09 UTC КК Союз-19 зістикувався з КК Аполлон-18.
19 липня о 12:03:20 UTC КК Союз-19 відстикувався КК Аполлон-18; кораблі були зістиковані 43 години 54 хвилини 11 секунд. 
19 липня о 12:33:39 UTC друге стикування КК Союз-19 з КК Аполлон-18.
19 липня о 15:26:12 UTC відстикування КК Союз-19 від КК Аполлон-18; кораблі були зістиковані загалом 46 годин 46 хвилин 44 секунди. 
21 липня в 10:50:51 UTC КК Союз-19 успішно приземлився за 87 км на північний схід від міста Аркалик.
24 липня о 21:18:24 UTC КК Аполлон-18 успішно приводнився в Тихому океані 21°52′ пн. ш. 162°45′ зх. д. / 21.867° пн. ш. 162.750° зх. д.
9 лютого в 06:08 UTC КК Союз-18 відстикувався від ОС Салют-4.
9 лютого об 11:03:22 UTC КК Союз-18 успішно приземлився за 56 км на північний схід від міста Аркалик.